# Villa Busch
Villa Busch es una localidad de Bolivia, ubicada en el norte del país. Administrativamente se encuentra en el municipio de Cobija de la provincia de Nicolás Suárez en el departamento de Pando. En cuanto a distancia, Villa Busch se encuentra a 10 km de la ciudad de Cobija, la capital departamental, y a 431 km de Riberalta. La localidad forma parte de la Ruta Nacional 13 de Bolivia.  
Según el último censo de 2012 realizado por el Instituto Nacional de Estadística de Bolivia (INE), la localidad cuenta con una población de 734 habitantes y está situada a 256 metros sobre el nivel del mar.

## Demografía

### Población de Villa Busch
| Año  | Población | Fuente                  |
| ---- | --------- | ----------------------- |
| 1992 | 152       | Censo boliviano de 1992 |
| 2001 | 256       | Censo boliviano de 2001 |
| 2012 | 734       | Censo boliviano de 2012 |